# Marcia Cristina de Almeida Oliveira
Marcia Cristina de Almeida Oliveira (Santana, 15 de dezembro de 1995) é uma atleta brasileira atletismo paralímpico.

## Biografia
Aos 13 anos, durante as férias de meio de ano, Marcia, que enxergava normalmente, teve seus olhos extremamente irritados após entrar numa piscina. Ela tentou tratar a situação com colírio, mas sua visão acabou piorando. Ao consultar um médico, foi diagnosticada com conjuntivite, e a secreção da doença acabou se acumulando em seus olhos. Após passar por três cirurgias, sua visão deteriorou a cada uma delas, culminando na completa perda da visão após a última intervenção. Foi em 2012 que ela iniciou sua trajetória no esporte paralímpico, graças ao convênio pedagógico de sua cidade. Marcia foi contatada para saber se tinha interesse em treinar goalball e atletismo, e no mesmo ano, participou das Paralímpiadas Escolares em ambas as modalidades.
Em 2017 ela participou do Open Brasil Loterias Caixa de Atletismo e Natação 2017.

## Títulos
Jogos Parapan-Americanos
- Prata no lançamento de dardo (Lima, 2019)[1]